# Hutturm (Walsdorf)

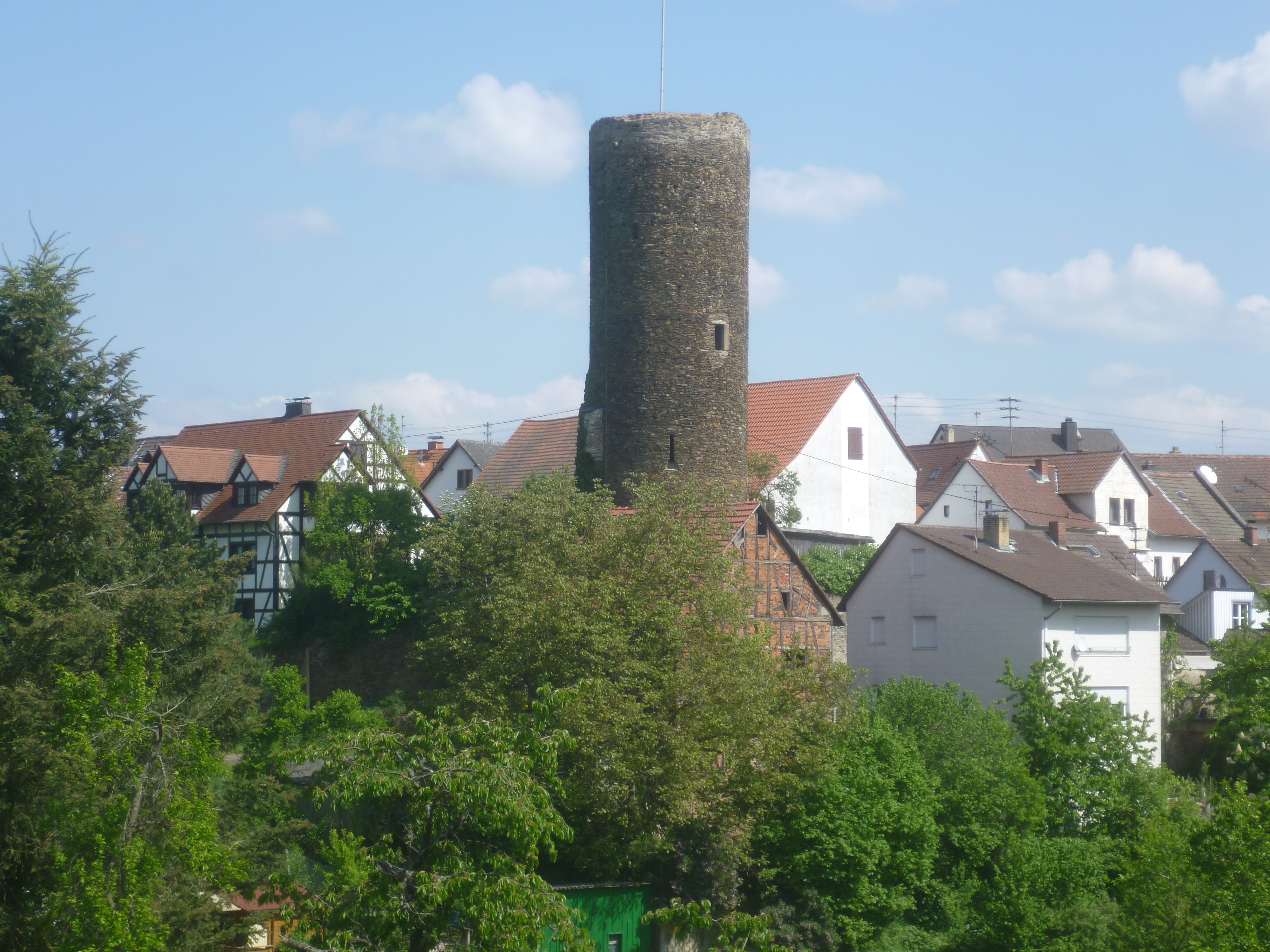
Der Hutturm im Ortsbild

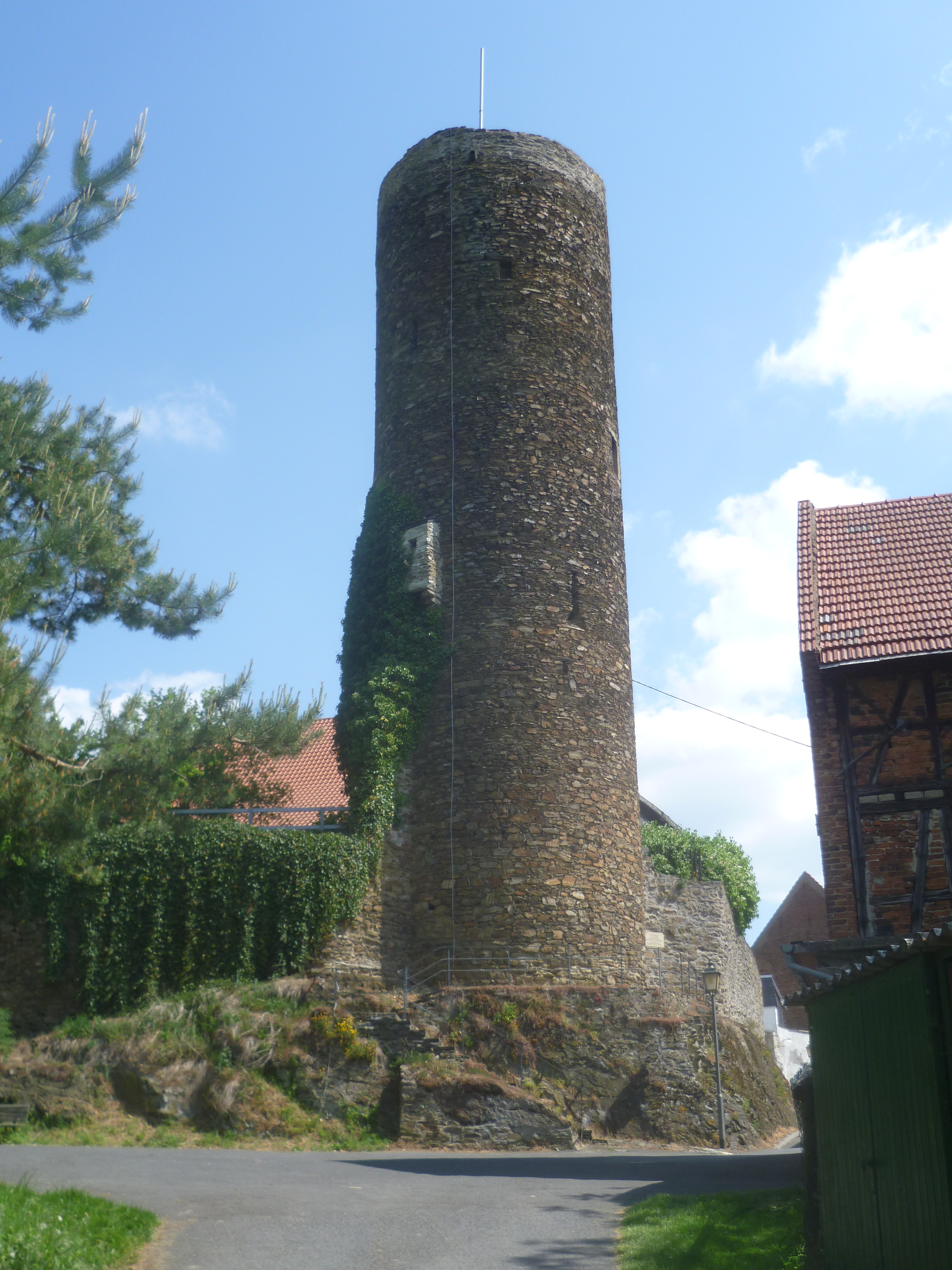
Der Hutturm

Der Hutturm ist ein Turm der mittelalterlichen Stadtbefestigung der im südhessischen Rheingau-Taunus-Kreis gelegenen Taunusortschaft Idstein-Walsdorf und eines der Wahrzeichen des Dorfes. Dabei ist sein Name zurückzuführen auf den Begriff des Hütens. Er diente als Wachturm und war Bestandteil der Wehranlagen von Walsdorf. Er war der südwestliche Eckpunkt der Stadtmauer. Errichtet wurde der rund 24 Meter hohe Turm zwischen 1358 und 1393 n. Chr. Der Baustil entspricht der Gotik. Er steht heute unter Denkmalschutz und wird durch die Verwaltung der Staatlichen Schlösser und Gärten Hessen verwaltet. Darüber hinaus ist er mit der verbliebenen Stadtmauer ein geschütztes Kulturgut nach der Haager Konvention.
Der Hutturm ist der einzige noch erhaltene Turm der Walsdorfer Stadtbefestigung, die seinerzeit sieben Türme umfasste. Zugleich war er der höchste dieser sieben Türme. Die Wachmannschaften wurden durch die nassauischen Grafen aus Idstein gestellt.
Der Turm ist nach Absprache zugänglich und kann als Aussichtsturm bestiegen werden.